# جئیرلی (بردع)
جئیرلی (به لاتین: Cəyirli) یک منطقه مسکونی در جمهوری آذربایجان است که در شهرستان بردع واقع شده است. جئیرلی ۸۵۳ نفر جمعیت دارد.